# Goniothalamus wightii
Goniothalamus wightii är en kirimojaväxtart som beskrevs av Joseph Dalton Hooker och Thomas Thomson. Goniothalamus wightii ingår i släktet Goniothalamus och familjen kirimojaväxter. Inga underarter finns listade i Catalogue of Life.